# Universidade do Báltico
A Universidade do Báltico em Exílio foi estabelecida na Alemanha para educar refugiados da Estônia, Letônia e Lituânia após a Segunda Guerra Mundial.
Foi inaugurada em Hamburgo.